# 雅波灰蝶
雅灰蝶（学名：Jamides bochus）也可以稱為琉璃波紋小灰蝶，"琉璃"與"波紋"，分別描述了本種翅膀背面與腹面的特徵呢。在命名上跟同種有些許重複的問題。

## 特徵
雅波灰蝶的成蝶在台灣幾乎全年季節都能看到呢。
雌蝶與雄蝶斑紋有相異，軀殼背側黑褐色，腹側白白的，前翅的翅形很接近三角形，外緣前緣呈現弧形。

## 生態習性
在台灣幼生期的時候會隨著季節改變菜單上的種類，但都是以豆科的花苞為主。雌蝶一次都會生產很多顆的卵，產卵後會從腹部分泌出泡沫膠狀物質來保護卵，該膠狀物質乾燥後會變硬以藉此來形成保護層保護卵。

## 棲地分佈
在台灣全島與澎湖、金門、馬祖、龜山島、綠島、蘭嶼等等台灣地區幾乎都有分佈。

## 攝食食物
寄主食物 ；豆科蝶形花亞科多種植物的花苞為止，如葛藤、水黃皮、黃野百合等等。